# I signori Golovlëv
I signori Golovlëv è un romanzo del 1880 dello scrittore russo Michail Evgrafovič Saltykov-Ščedrin.

## Trama
Il romanzo parla dell'abbrutimento fisico e morale e della conseguente tragedia di una famiglia dominata dall'avidità smodata di denaro al di là delle necessità reali.
A capo della casa, nella campagna russa dell'Ottocento, è la rigida ma intraprendente Arina Petrovna la quale, grazie a queste sue caratteristiche, riesce a garantire la floridità economica della famiglia; la vita in famiglia, però, è tutt'altro che serena: sua figlia Anna fugge ben presto in città con il marito in cerca di una vita migliore; Pavel, il più inetto dei figli, trascorre il tempo da nullafacente, ubriacone e apatico alla pari del padre Vladimir; Porfirij, il più viscido e sornione di tutti, sfrutta tutte le sue forze, la sua maligna astuzia e la sua lungimiranza per soffiare a tutti gli avversari l'intera eredità della madre subentrandole, lei ancora in vita, e eliminando dal suo orizzonte perfino le orfane Anninka e Ljubinka, sue nipoti, dedite anch'elle ad una vita mondana dissoluta.

## Edizioni
- I signori Golovlëv, trad. B. Osimo, Milano, Frassinelli, 1995.